# Requiem da camera
Requiem da camera is een compositie van Gerald Finzi. Het was bedoeld als zijn opus 3, maar dat werd uiteindelijk toebedeeld aan A Severn suite.
Finzi maakte deel uit van een gezin dat niet kon genieten van een sterke gezondheid; hijzelf overleed al vroeg. Directe familieleden van hem stierven al eerder, nog voordat de Eerste Wereldoorlog (Finzi was 17) uitbrak verloor hij broers en vader.  Finzi nam lessen bij componist Ernest Farrar en zag in hem een soort vaderfiguur. Het was dan ook wrang dat Farrar moest vechten in de genoemde oorlog en zijn leven liet op het slagveld (september 1918). Finzi verliet Harrogate (zijn verblijfplaats gedurende WOI) en vertrok naar Cotswolds alwaar hij in 1923 aan zijn requiem voor Farrar begon; het was Finzis aanklacht tegen oorlog. In 1924 rondde hij het werk af, maar was ontevreden over deel 3. In 1925 werd de Prelude alvast aan het publiek ten gehore gebracht, maar een definitieve versie van dit Requiem da camera kwam er niet (meer); Finzi overleed in 1956.
Deel 3 werd in het origineel gevormd door een toonzetting van het gedicht In time of “The breaking of the nations” van Thomas Hardy. Finzi had twijfels of dat een goed geheel vormde met de rest en begon aan een derde deel dat anders zou worden. Uiteindelijk zette hij twaalf pagina’s op papier, maar liet het daarna rusten. In 1982 vond Philip Thomas het manuscript en met toestemming van Joy Finzi werd ook deel 3 gereed gemaakt voor uitvoering. Op 7 juni 1990 kreeg het werk haar eerste uitvoering door het ensemble als vermeld bij discografie. Het requiem, dat niet de traditionele terminologie volgt, bestaat uit vier delen:
1. Prelude (slow – appasionata)
2. From August 1914 (quasi senza misura), toonzetting van werk van John Masefield
3. In time of ”The breaking of nations” (con dignita), toonzetting van werk van Thomas Hardy
4. Lament (maatslag 66), toonzetting van werk van Wilfred Wilson Gibson.

## Discografie
- Uitgave Chandos: Alison Barlow (sopraan), Stephen Varcoe (bariton), Britten Singers, City of London Sinfonia o.l.v. Richard Hickox (opname 1990)